# Letnie Mistrzostwa Finlandii w Skokach Narciarskich 2017
Letnie Mistrzostwa Finlandii w Skokach Narciarskich 2017 – zawody mające na celu wyłonić najlepszych zawodników kraju na igelicie. Odbyły się one 7 oraz 8 października 2017 roku na skoczniach w Lahti.
Pierwszego dnia mistrzostw rozegrano trzy konkurencje. Jedną z nich była rywalizacja kobiet, którą bez problemu z przewagą wynoszącą dwadzieścia trzy punkty wygrała Julia Kykkänen skacząc na kolejno 83,5 oraz 87,5 metra. Drugie miejsce zajęła Susanna Forsström, której uzyskane odległości to kolejno 77,5 i 87 metrów. Trzecie miejsce, a zarazem ostatnie w kategorii pań zajęła Julia Tervahartiala. Jej strata do miejsca drugiego wyniosła siedemdziesiąt trzy punkty.
Zmagania juniorów wygrał Kalle Heikkinen. Drugie miejsce zajął Niko Kytösaho tracąc zaledwie dwa punkty do złota. Podium zawodów uzupełnił Rasmus Ähtävä ze stratą ponad dwudziestu pięciu punktów do miejsca wyżej. W zawodach wystąpiło dwudziestu trzech skoczków nie licząc pięciu zawodników, którzy nie pojawili się na starcie.
Tytuł wśród drużyn wywalczyła pierwsza drużyna klubu Lahden Hiihtoseura w składzie Arttu Pohjola, Frans Tähkävuori, Ville Larinto i Janne Ahonen. Pięć i pół punktu za nimi znalazła się drużyna Ounasvaaran Hiihtoseura, którą reprezentowali Olli Salmela, Harri Olli, Niko Kytösaho oraz Andreas Alamommo. Trzecie miejsce na podium zajął klub Kuusamon Erä-Veikot, w którego składzie znaleźli się Juho Ojala, Jonne Veteläinen, Kalle Heikkinen i Lauri Asikainen. Na starcie pojawiło się łącznie dziesięć drużyn.
Następnego dnia zmagania przeniosły się na skocznię dużą, gdzie odbyły się zmagania seniorów, wśród których triumfował Ville Larinto. Na drugim miejscu o trzy punkty gorszy sklasyfikowany został Janne Ahonen. Brązowy medal wywalczył Eetu Nousiainen, któremu do zajęcia drugiego miejsca zabrakło zaledwie trzy punkty.

## Wyniki

### Konkurs indywidualny kobiet [HS100]
| Miejsce | Zawodniczka         | Klub               | Skok 1 | Skok 2 | Punkty |
| ------- | ------------------- | ------------------ | ------ | ------ | ------ |
| 1.      | Julia Kykkänen      | KL Skijumping Team | 83,5 m | 87,5 m | 203,0  |
| 2.      | Susanna Forsström   | Lahden Hiihtoseura | 77,5 m | 87,0 m | 180,0  |
| 3.      | Julia Tervahartiala | Lahden Hiihtoseura | 67,0 m | 65,0 m | 107,0  |

### Konkurs indywidualny juniorów [HS100]
| Miejsce | Zawodnik          | Klub                    | Skok 1 | Skok 2 | Punkty |
| ------- | ----------------- | ----------------------- | ------ | ------ | ------ |
| 1.      | Kalle Heikkinen   | Kuusamon Erä-Veikot     | 95,0 m | 96,5 m | 251,0  |
| 2.      | Niko Kytösaho     | Ounasvaaran Hiihtoseura | 94,5 m | 95,0 m | 249,0  |
| 3.      | Rasmus Ähtävä     | Vuokattisport Club      | 90,5 m | 91,5 m | 224,5  |
| 4.      | Jonne Veteläinen  | Kuusamon Erä-Veikot     | 90,0 m | 90,5 m | 224,0  |
| 5.      | Ryūsei Ikeda      | Vuokattisport Club      | 84,0 m | 85,0 m | 196,0  |
| 6.      | Markus Virrantalo | Puijon Hiihtoseura      | 85,0 m | 84,0 m | 194,0  |
| 7.      | Otto Niittykoski  | Ylistaron Kilpa-Veljet  | 80,0 m | 83,5 m | 183,5  |
| 8.      | Arttu Pohjola     | Lahden Hiihtoseura      | 78,5 m | 84,5 m | 180,5  |
| 9.      | Petteri Forsström | Lahden Hiihtoseura      | 79,5 m | 83,0 m | 178,5  |
| 10.     | Mico Ahonen       | Lahden Hiihtoseura      | 79,5 m | 80,5 m | 175,5  |
| ...     |                   |                         |        |        |        |

### Konkurs drużynowy [HS100]
| Miejsce | Klub                                    | Zawodnik         | Skok 1 | Skok 2 | Nota  | Punkty |
| ------- | --------------------------------------- | ---------------- | ------ | ------ | ----- | ------ |
| 1.      | Lahden Hiihtoseura I                    | Arttu Pohjola    | 79,0 m | 78,0 m | 168,0 | 886,0  |
| 1.      | Lahden Hiihtoseura I                    | Frans Tähkävuori | 92,0 m | 95,5 m | 241,0 | 886,0  |
| 1.      | Lahden Hiihtoseura I                    | Ville Larinto    | 95,0 m | 94,5 m | 249,5 | 886,0  |
| 1.      | Lahden Hiihtoseura I                    | Janne Ahonen     | 91,5 m | 90,0 m | 227,5 | 886,0  |
| 2.      | Ounasvaaran Hiihtoseura                 | Olli Salmela     | 85,0 m | 84,5 m | 198,5 | 880,5  |
| 2.      | Ounasvaaran Hiihtoseura                 | Harri Olli       | 89,5 m | 89,0 m | 221,0 | 880,5  |
| 2.      | Ounasvaaran Hiihtoseura                 | Niko Kytösaho    | 90,5 m | 90,5 m | 230,0 | 880,5  |
| 2.      | Ounasvaaran Hiihtoseura                 | Andreas Alamommo | 91,0 m | 90,5 m | 231,0 | 880,5  |
| 3.      | Kuusamon Erä-Veikot                     | Juho Ojala       | 94,0 m | 90,5 m | 229,0 | 874,5  |
| 3.      | Kuusamon Erä-Veikot                     | Jonne Veteläinen | 86,5 m | 87,5 m | 208,5 | 874,5  |
| 3.      | Kuusamon Erä-Veikot                     | Kalle Heikkinen  | 88,0 m | 89,5 m | 217,5 | 874,5  |
| 3.      | Kuusamon Erä-Veikot                     | Lauri Asikainen  | 88,5 m | 90,5 m | 219,5 | 874,5  |
| 4.      | Lieksan Hiihtoseura + Tampereen Pyrintö | Ville Korhonen   | 73,5 m | 76,5 m | 150,5 | 758,5  |
| 4.      | Lieksan Hiihtoseura + Tampereen Pyrintö | Elias Vänskä     | 87,5 m | 88,0 m | 211,0 | 758,5  |
| 4.      | Lieksan Hiihtoseura + Tampereen Pyrintö | Niko Löytäinen   | 81,5 m | 81,5 m | 182,5 | 758,5  |
| 4.      | Lieksan Hiihtoseura + Tampereen Pyrintö | Janne Korhonen   | 88,0 m | 88,5 m | 214,5 | 758,5  |
| 5.      | Kainuun Hiihtoseura                     | Arttu Mäkiaho    | 88,0 m | 85,0 m | 204,5 | 755,5  |
| 5.      | Kainuun Hiihtoseura                     | Antti Mattinen   | 74,0 m | 77,0 m | 152,5 | 755,5  |
| 5.      | Kainuun Hiihtoseura                     | Wili Loukasmäki  | 80,0 m | 80,0 m | 176,0 | 755,5  |
| 5.      | Kainuun Hiihtoseura                     | Jarkko Määttä    | 90,0 m | 89,0 m | 222,5 | 755,5  |
| ...     |                                         |                  |        |        |       |        |

### Konkurs indywidualny mężczyzn [HS130]
| Miejsce | Zawodnik         | Klub                    | Skok 1  | Skok 2  | Punkty |
| ------- | ---------------- | ----------------------- | ------- | ------- | ------ |
| 1.      | Ville Larinto    | Lahden Hiihtoseura      | 124,5 m | 127,5 m | 268,5  |
| 2.      | Janne Ahonen     | Lahden Hiihtoseura      | 127,0 m | 125,0 m | 265,5  |
| 3.      | Eetu Nousiainen  | Puijon Hiihtoseura      | 128,5 m | 123,5 m | 263,0  |
| 4.      | Juho Ojala       | Kuusamon Erä-Veikot     | 119,0 m | 120,0 m | 240,6  |
| 5.      | Antti Aalto      | Kiteen Urheilijat       | 118,5 m | 119,5 m | 237,8  |
| 6.      | Lauri Asikainen  | Kuusamon Erä-Veikot     | 116,5 m | 117,0 m | 226,7  |
| 7.      | Jarkko Määttä    | Kainuun Hiihtoseura     | 111,0 m | 120,0 m | 223,7  |
| 8.      | Andreas Alamommo | Ounasvaaran Hiihtoseura | 116,0 m | 115,0 m | 222,2  |
| 9.      | Harri Olli       | Ounasvaaran Hiihtoseura | 117,5 m | 113,0 m | 220,8  |
| 10.     | Niko Kytösaho    | Ounasvaaran Hiihtoseura | 115,0 m | 105,0 m | 198,9  |
| ...     |                  |                         |         |         |        |